# إيان أوغلفي
إيان أوغلفي (بالإنجليزية: Ian Ogilvy)‏ (30 سبتمبر 1943، ووكينغ في المملكة المتحدة)؛ كاتِب مُتخصِّص في أدب الأطفال، سيناريست وروائي بريطاني.

## روابط خارجية
- إيان أوغلفي على موقع IMDb (الإنجليزية)
- إيان أوغلفي على موقع ميوزك برينز (الإنجليزية)
- إيان أوغلفي على موقع أول موفي (الإنجليزية)
- إيان أوغلفي على موقع إن إن دي بي (الإنجليزية)
- إيان أوغلفي على موقع ديسكوغز (الإنجليزية)
- إيان أوغلفي على موقع قاعدة بيانات الفيلم (الإنجليزية)